# Weichseldorf (Duggendorf)
Weichseldorf ist ein Weiler in der Gemeinde Duggendorf im oberpfälzischen Landkreis Regensburg (Bayern, Deutschland). Der Ort liegt rund drei Kilometer nordwestlich des Gemeindesitzes Duggendorf im Tal der Naab.